# 戊二酸
戊二酸是一種有機化合物，化學式為HO2C(CH2)3CO2H。雖然相關的直链二羧酸——己二酸和琥珀酸在室溫下只有百分之幾會溶於水，戊二酸在水中的溶解度超過50％。

## 製備
戊二酸可用氰化鉀使γ-丁酸內酯反应開環製備。產生的混合羧酸腈鉀，隨即水解為二元酸。 若未水解，接著以二氫吡喃氧化則生成戊二酸。另外也能以1,3-二溴丙烷與氰化鈉或氰化鉀反應生成二腈，接著水解而生成。

## 用途
1,5-戊二醇，常用作增塑剂和聚酯的生产原料，由氫化戊二酸及其衍生物而製得。
戊二酸本身亦用於生產聚合物，如聚酯多元醇、聚醯胺。碳原子的奇數（例如5）於降低聚合物彈性十分有用。